# یوشیمی، سایتاما
یوشیمی، سایتاما (به لاتین: Yoshimi, Saitama) یک منطقهٔ مسکونی در ژاپن است که در استان سایتاما واقع شده‌است. یوشیمی ۳۸٫۶۴ کیلومترمربع مساحت و ۱۹٬۵۳۵ نفر جمعیت دارد.